# Lepionurus
Lepionurus é um género botânico pertencente à família Opiliaceae.

## Espécies
- Lepionurus latisquamus
- Opiliaceae